# Neunkirchen am Brand
Neunkirchen am Brand egy község Felső-Frankföldön, Bajorországban.

## Fekvése

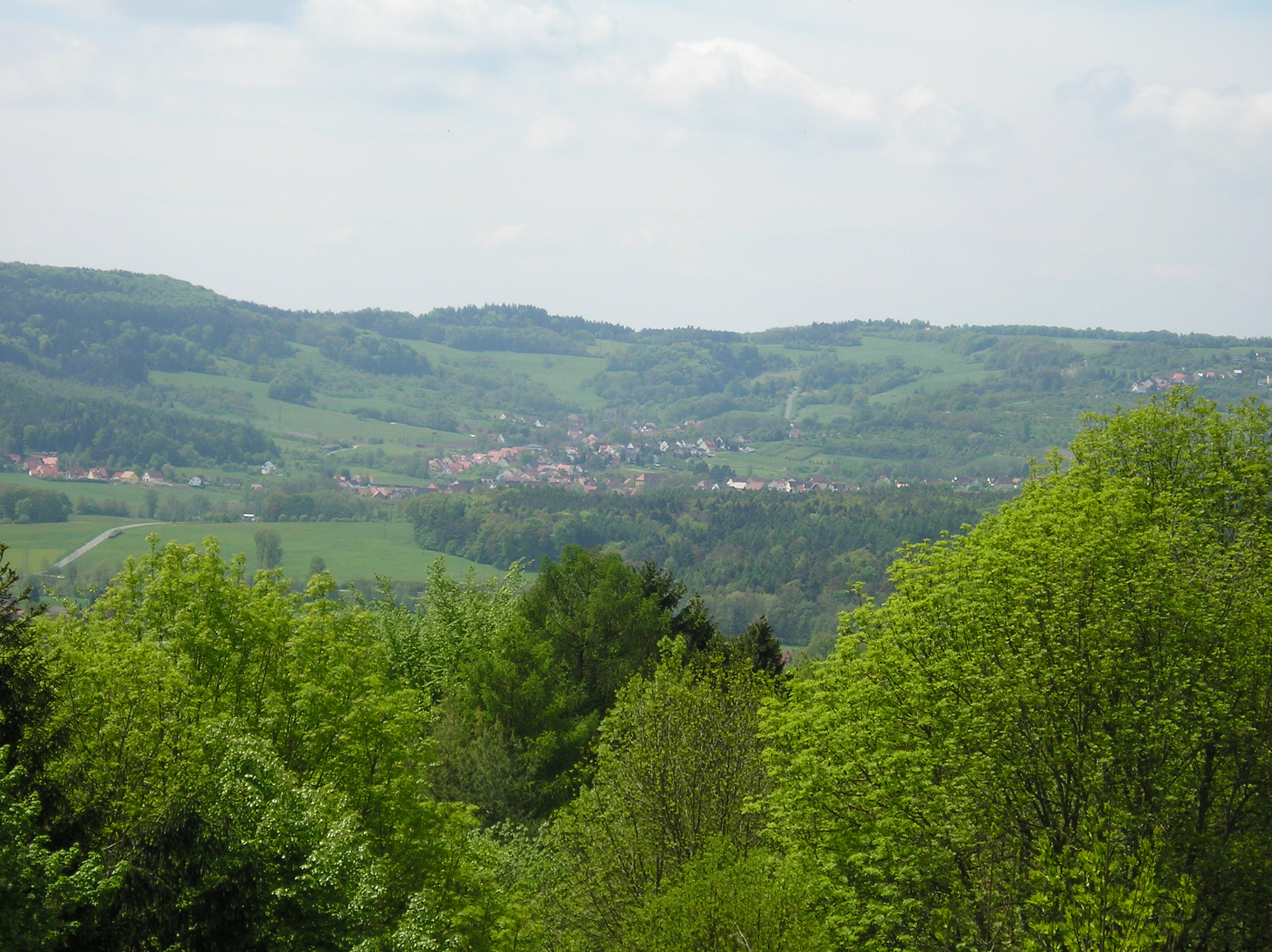
A "dimbes-dombos" környék

Neunkirchen am Brand az északkelet bajorországi Felső-Frankföld régióban, dombsági területen, az 548 m magas Hetzlas hegy lábánál fekszik, amely a Frank Svájc nyúlványa. A tájat a Hetzlaser hegy és a Lindelberg határozzák meg. Ezek a hegyek Erlangen felől jövet a Frank Svájc kezdetét jelölik, ezért is nevezheti magát Neunkirchen Frank Svájc kapujának. Közel 8ezer lakosával Neunkirchen Forchheim után a forchheimi járás második legnagyobb települése.
Kitűnő fekvésű, Erlangen, Fürth és Nürnberg egyaránt 20 km-en belül található, ezáltal mintegy 1 millió ember él a településtől számított 20–25 km-es sugarú körben. Bár közigazgatásilag a szomszédos nagyvárosoktól eltérően Felső-Frankföldhöz tartozik, mindig is a felsorolt városok voltak azok, melyekhez gazdaságilag a leginkább kötődött. A község területe 26,37 km², Igensdorf, Gräfenberg, Kleinsendelbach, Dormitz, Uttenreuth, Marloffstein, Langensendelbach és Hetzles településekkel határos.

## Népesség
| Lakosok száma | 4328 | 4829 | 7753 | 7812 | 7924 | 7968 | 8037 | 8104 | 8131 | 8141 |
|               | 1970 | 1975 | 2011 | 2012 | 2014 | 2015 | 2017 | 2019 | 2022 | 2023 |

## Története

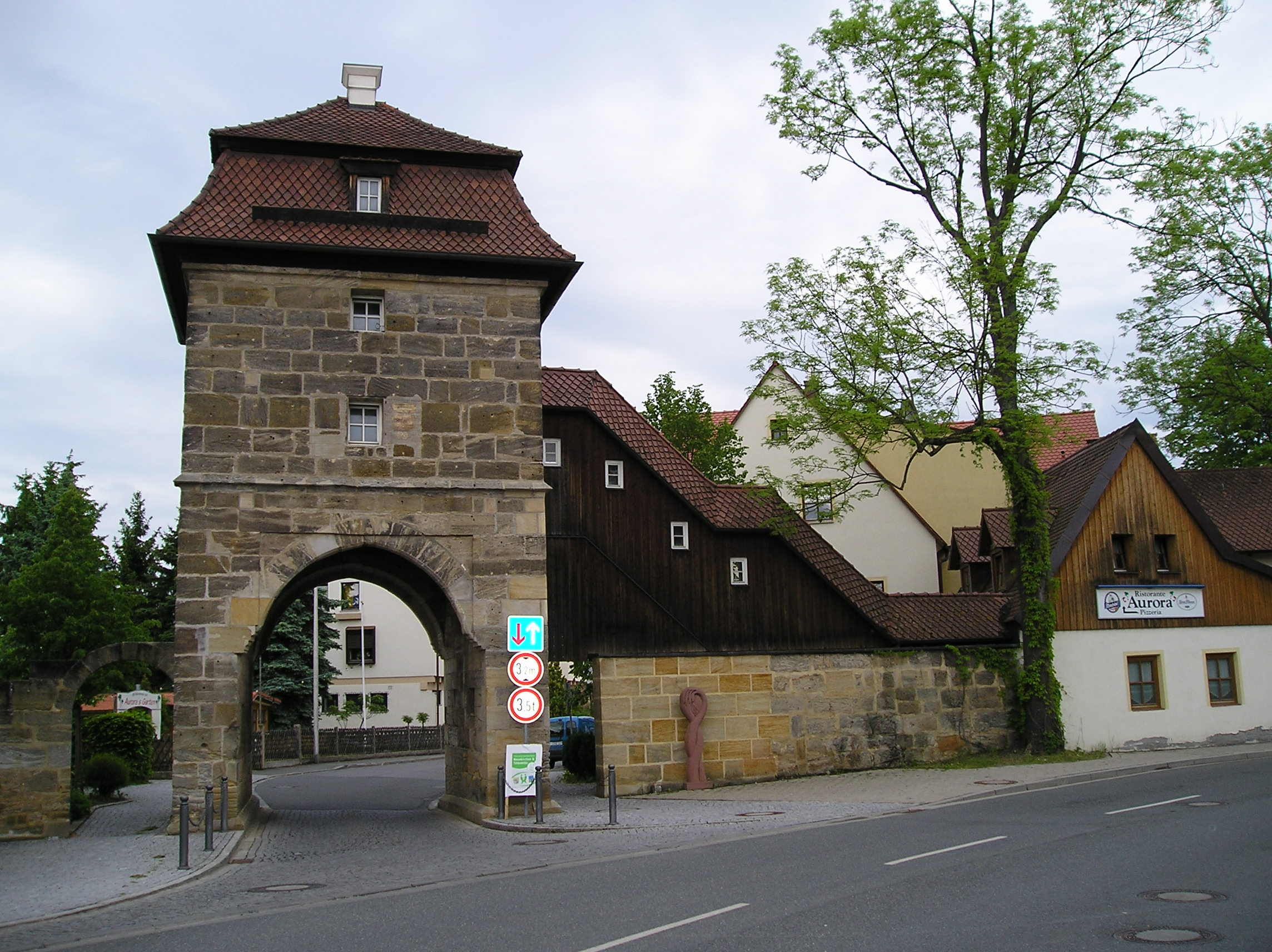
Az Erlangen felőli városkapu

A település környéke már az ókorban is lakott volt, melyeket régészeti feltárások is bizonyítanak. Alapításának pontos dátuma nem ismert, de valószínűleg a 11. században lehetett. A bambergi püspökség erdőket irtatott és égettetett fel és parasztokat telepített a Brandbach nevű patak mellé. Nemsokára épült egy új templom, amelytől a „Neunkirchen am Brand“ helységnév származik („Neunkirchen“ = új templom, „am Brand“ / auf dem Brande= a felégetett területen). A település kezdettől fogva vallási, gazdasági és kulturális központ volt. Neunkirchen már 1062-ben egy kiterjedt igazságszolgáltatási egység központja volt, amelyhez a Hetzlast övező terület tartozott. Az Ágoston-rendi kolostor alapítása (1314) révén Neunkirchen tekintélyre és gazdagságra tett szert.
1410-ben vásárjogot, 1444-ben címer- és pecsétjogot kap. A 16. században a magántulajdon védelmére városfallal veszik körül, melyre a harmincéves háború során szüksége is volt. A védművek ellenére többször elpusztították, korábbi városias jellege megszűnt, fejlődése megtorpant.
A 18. századtól ismét fejlődésnek indul, az ipar válik meghatározó ágazattá. A 19. század végén bekapcsolják Németország vasúthálózatába. A Nürnberg – Fürth – Erlangen vonzáskörzethez való tartozása révén 1972-től az átlagosnál is jobban fejlődött és Bajorország, München után második legfontosabb és legfejlettebb agglomerációjának a része lett. Lakossága máig gyarapszik.

## Közlekedés
Miután a település az Erlangen-Fürth-Nürnberg agglomeráció része, jó adottságokkal rendelkezik közlekedésföldrajzi szempontból is. A 19. század végén kiépült Neunkirchen-Erlangen vasútvonal is azt a tendenciát erősítette, hogy Neunkirchen e három nagyvároshoz kötődik jobban, mint a járási székhelyhez, Forchheimhez. 1963-ban felszedték a síneket, de a kapocs nem szakadt meg. Tervezik a jövőben a Neunkirchen am Brand - Erlangen - Herzogenaurach HÉV megépítését is. Úton jól megközelíthető 3 irányból is (nyugat, dél, kelet) 15 km-en belül autópálya van. Nürnberg nemzetközi repülőtere is alig 18 km-re található.

## Testvértelepülései
- Deerlijk Belgium
- Tótkomlós Magyarország (2000)